# Nagareboshi Lens
Nagareboshi Lens (流れ星レンズ, Nagareboshi Renzu) é uma série de mangá shōjo escrita e ilustrada por Mayu Murata. Foi publicada na revista Ribon da Shueisha entre 11 de agosto de 2011 e 3 de julho de 2014; um total de 10 volumes foram lançados. Uma adaptação em original video animation foi lançada em 2012.

## História
Risa é uma garota normal de 14 anos que sonha viver uma história de amor. Um dia, ela se encontra com Yūgure, um garoto da classe 2 e bastante popular na escola. Eles começam a sair e, a cada encontro, aprendem mais sobre o que é se apaixonar por alguém.

## Personagens
Risa Hanakago (花籠 凜咲)
Dubladora: Kana Hanazawa
Uma estudante de 14 anos que deseja viver uma história de amor. Ela conhece Yūgure e se apaixona por ele. Após ela confessar seus sentimentos e ele falar que são recíprocos, eles começam a sair. Ele se torna seu primeiro namorado e seu primeiro amor.
Tōga Yūgure (夕暮 統牙)
Dublador: Shintarō Asanuma
Um dos garotos mais populares da escola. Ele sempre é visto jogando futebol com seus amigos. Ele é um garoto gentil e bastante bondoso.
Tomo-chin (水月 朋華)
Dubladora: Kei Shindou
Amiga próxima de Risa.
Yuriko Minami (南 由里子)
Dubladora: Saori Hayami
Amiga próxima de Risa. Está saindo com um garoto de outra escola.
Takechi (武智 亮)
Dublador: Hikaru Midorikawa
Amigo próximo de Yūgure.

## Mídia

### Mangá
Nagareboshi Lens foi publicado na revista Ribon da Shueisha entre 11 de agosto de 2011 e 3 de julho de 2014, tendo 10 volumes lançados.
| N.º | Data de lançamento     | ISBN              |
| --- | ---------------------- | ----------------- |
| 01  | 11 de agosto de 2011   | 978-4-08-867133-8 |
| 02  | 15 de dezembro de 2011 | 978-4-08-867161-1 |
| 03  | 15 de março de 2012    | 978-4-08-867187-1 |
| 04  | 10 de agosto de 2012   | 978-4-08-867216-8 |
| 05  | 14 de dezembro de 2012 | 978-4-08-867239-7 |
| 06  | 15 de abril de 2013    | 978-4-08-867262-5 |
| 07  | 9 de agosto de 2013    | 978-4-08-867279-3 |
| 08  | 13 de dezembro de 2013 | 978-4-08-867298-4 |
| 09  | 15 de abril de 2014    | 978-4-08-867319-6 |
| 10  | 12 de setembro de 2014 | 978-4-08-867337-0 |

### OVA
Na edição de fevereiro de 2012, foi anunciado na revista Ribon que estava sendo produzida uma adaptação em anime de Nagareboshi Lens. O original video animation foi lançado no evento de primavera da revista Ribon do mesmo ano. Em 1 de maio de 2012, foi lançado em DVD. O tema de encerramento da OVA é "Hitokuchi Me no Koi" (ヒトクチメの恋) por Another Infinity com a participação de Mayumi Morinaga.